# Menhir de l'Abbaye
Le menhir de l'Abbaye est situé sur la commune de Saint-Maur-des-Fossés dans le département du Val-de-Marne.

## Description
C'est un bloc de grès dur provenant apparemment des affleurements voisins. Il mesure 2,30 m de hauteur, pour 1,30 m de largeur à la base et une épaisseur moyenne d'environ 0,80 m. Son poids est estimé à 6,80 t.

## Historique
Le menhir fut découvert avant 1876 renversé et à moitié enfoui dans le parc d'une villa. Le propriétaire le fit transporter et redresser là où il se trouve encore. Selon Piérart, la pierre aurait fait l'objet d'un culte à Bélénus à l'époque gauloise mais aucune preuve n'atteste de cette assertion. Selon Perault-Dabot, la pierre était initialement dressée près d'une place publique où se déroulait une ancienne foire.